# West of Memphis
West of Memphis é um documentário neozelandês de 2012, dirigido e coescrito por Amy J. Berg. Produzido por Peter Jackson e Damien Echols, foi lançado em 28 de dezembro de 2012. Angariou, ainda, uma indicação ao BAFTA 2013 e ao Writers Guild of America.